# Rimac Concept One
Rimac Concept One – elektryczny hipersamochód produkowany pod chorwacką marką Rimac w latach 2013 – 2014.

## Historia i opis modelu

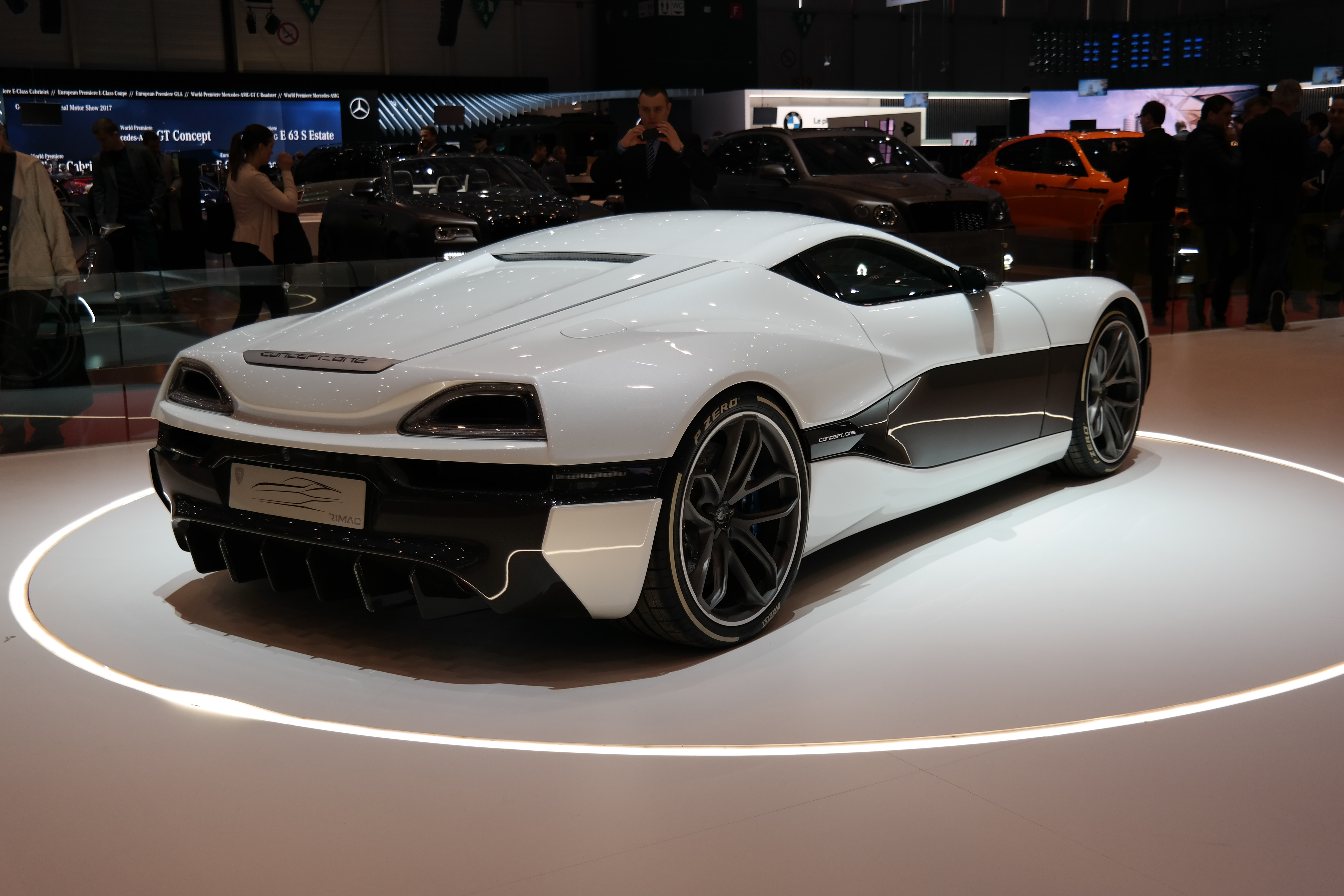
Rimac Concept S - tył

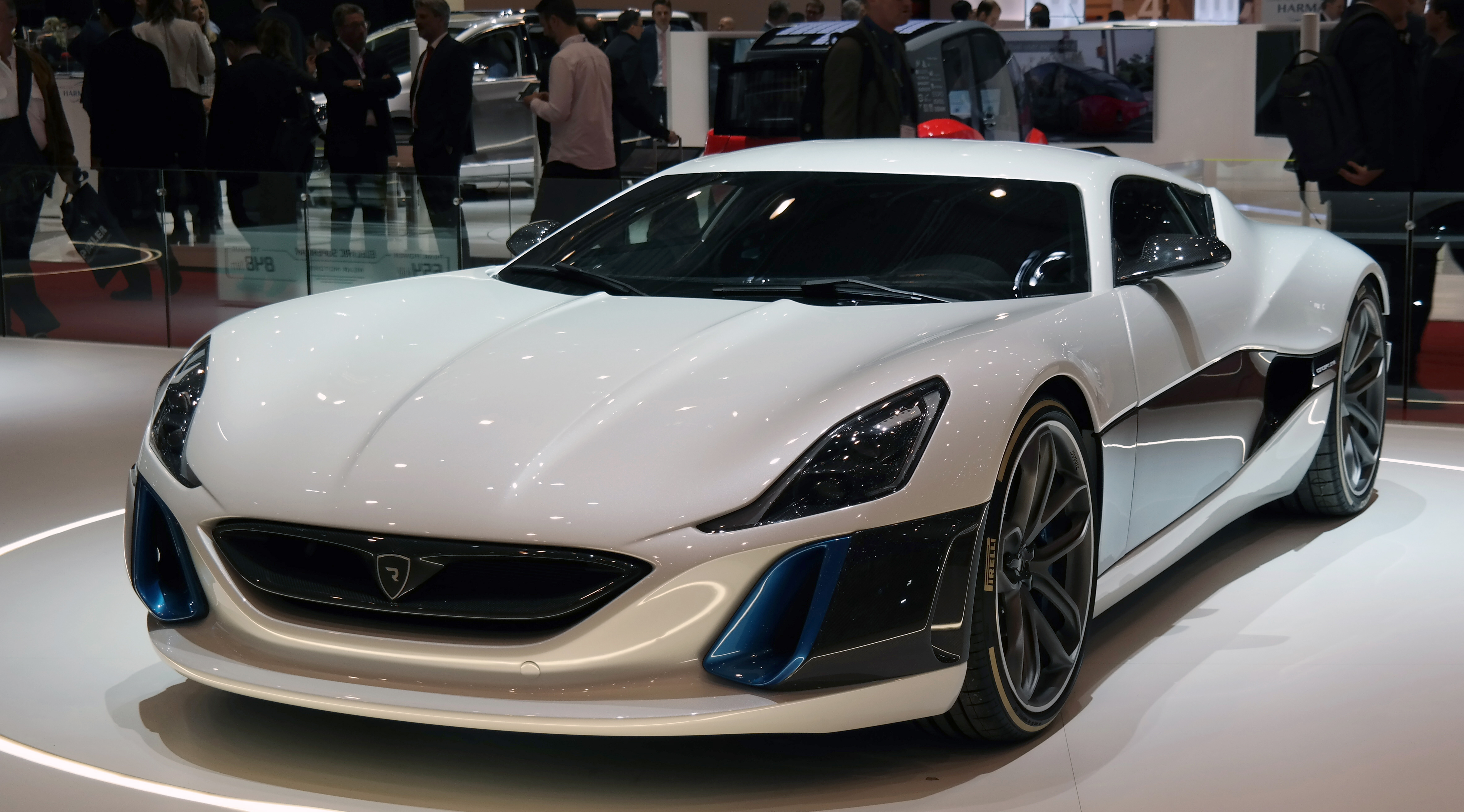
Rimac Concept S

Rimac Concept One na Salon Privé London 2012

We wrześniu 2011 roku podczas wystawy samochodowej IAA w niemieckim Frankfurcie nad Menem powstałe dwa lata wcześniej przedsiębiorstwo Rimac Automobili przedstawiło swój pierwszy samodzielnie zbudowany od podstaw pojazd o nazwie Concept One. Wyczynowy pojazd był pierwszym w historii hipersamochodem o napędzie w pełni elektrycznym, stanowiącym alternatywę dla produktów konkurencji, skoncentrowanej wówczas na konwencjonalnych, spalinowych napędach.
Za projekt stylistyczny Rimaca Concept One odpowiedzialny był austriacki stylista Adriano Mudri, który nadał pojazdowi charakterystyczne, muskularne proporcje z trójbryłowym nadwoziem o wysuniętym, szpiczastym przodzie. Sylwetkę pojazdu wzbogaciły boczne wloty powietrza, a także wysoko poprowadzona linia szyb. Reflektory i lampy wykonane zostały w technologii LED. Projekt kabiny pasażerskiej wykończonej czerwoną skórą powstał w wyniku współpracy byłego projektanta Pinifariny, Gorana Popovicia, a także bułgarskiej firmy tuningowej Vilner.

### Concept S
W marcu 2016 roku przedstawiona została specjalna odmiana Concept One o nazwie Rimac Concept S. Zyskała ona dedykowany pakiet stylistyczny ze zmodyfikowanymi zderzakami i inne malowanie nadwozia, a także niższą o 50 kg masę całkowitą, przekładającą się na wyższą prędkość maksymalną wynoszącą 365 km/h. Samochód wyprodukowano w 2016 roku w dwóch egzemplarzach.

### Sprzedaż
Rimac Concept One to samochód ściśle limitowany, skierowany do prywatnych nabywców. Wystawienie pierwszego egzemplarza na wystawach IAA 2011 i Paris Concours d'Elegance 2012 spowodowało entuzjastyczną reakcję. Produkcja rozpoczęła się w styczniu 2013 roku, a dostarczenie auta pierwszemu nabywcy z Hiszpanii miało miejsce jeszcze w tym samym miesiącu. Łączna wielkość produkcji wyniosła 8 sztuk, z czego ostatni egzemplarz został zbudowany jesienią 2016 roku.
Jeden z ośmiu wyprodukowanych egzemplarzy Concept One'a został doszczętnie zniszczony w czerwcu 2017 roku. Rozbił go brytyjski dziennikarz motoryzacyjny Richard Hammond podczas filmowania jednego z odcinków programu The Grand Tour w Szwajcarii. 

### Dane techniczne
Napęd Rimaca Concept One to wynik 4-letnich prac założyciela firmy i jej inżyniera, Mate Rimaca. Rozpoczął on je od intensywnych testów samorobnego prototypu e-M3 wykorzystującego nadwozie BMW M3. Elektryczny układ charakteryzuje się silnikiem o mocy 1088 KM, maksymalnym momentem obrotowym 3796 Nm, przyśpieszeniem od 0 do 100 km/h zajmującym 2,8 sekundy oraz prędkością maksymalną wynoszącą 305 km/h. Napęd Concept One'a współtworzy akumulator litowo-żelazowo-fosforanowy, który dzięki pojemności 82 kWh, według deklaracji producenta, ma pozwalać na przejechanie na jednym ładowaniu ok. 600 kilometrów. Według późniejszych pomiarów realny zasięg wynosi jednak 330 kilometrów.
Ostatnia seria modelu z 2016 roku zyskała dopracowany pod kątem osiągów napęd, mający oferować jeszcze lepsze wrażenia z jazdy. Pojazd  wyposażono w mocniejszy silnik elektryczny o mocy 1224 KM pozwalający na rozpędzenie się do 100 km/h w 2,5 sekundy i osiąganie maksymalnej prędkości 355 km/h. Większa bateria o pojemności 90 kWh pozwala przejechać o 30 kilometrów więcej – 350 kilometrów na jednym ładowaniu.